# オン・カン

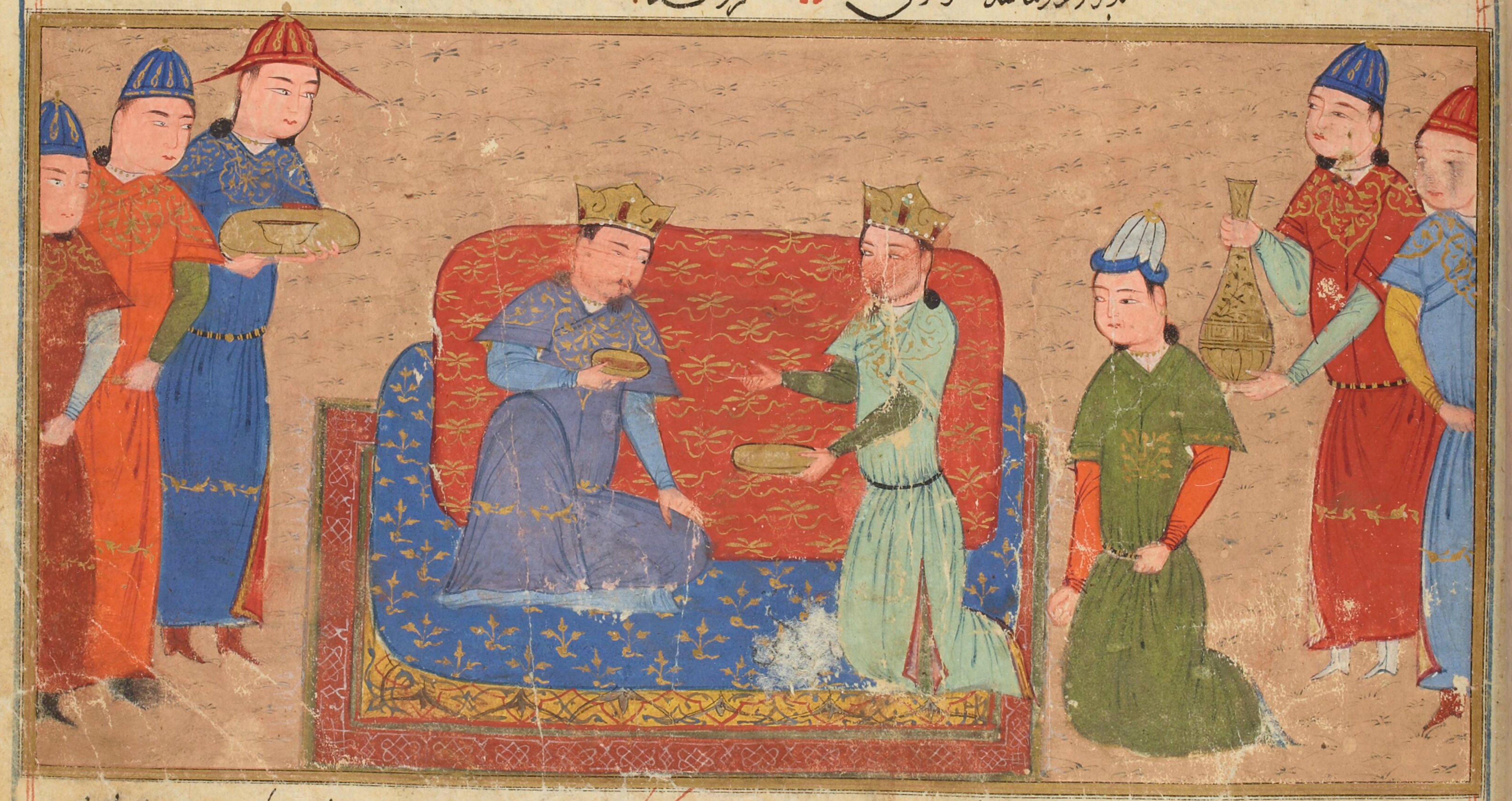
流浪していたオン・カン（左）を歓待するテムジン（右）　（『集史』パリ本）

オン・カン（Ong Khan、Ong Qan、? - 1203年）は、モンゴル高原中央部の遊牧民集団ケレイト部最後のカン。本名はトグリル（Toγril）あるいはトオリル（To'oril）。尊称・称号のオンは王（中国語の発音でワン・カン（Wng Khan、Wng Qan））に由来する。漢語資料の表記では『元朝秘史』では王罕、『元史』では汪罕、『聖武親征録』では汪可汗とあり、『集史』などのペルシア語資料の表記では اونك خان Ūnk Khān と綴られる。
本名のトオリルは禿鷹に似た想像上の猛禽を意味しており、テュルク系の遊牧民によく見られる名前であって、セルジューク朝の創始者（トゥグリル・ベグ）も同名である。ケレイト部族の間ではネストリウス派キリスト教が信仰されており、オン・カンはダビデ（David）という洗礼名を有していたと言われる。

## 生涯
トオリルはクルチャクス・ブイルク・カンとイルマ・カトゥンとの間に生まれる。兄弟は40人もいた。
7歳の時、トオリルはメルキト族の捕虜となり、黒斑の子ヤギの皮衣を着せられて黍を臼づく仕事をさせられたが、まもなく父のクルチャクスによって救出された。
13歳の時、祖父のマルクズ・ブイルク・カン（サリク・カン）がアルチ・タタル氏族のアジャイ・カンとの戦いに敗北した際、母と共にその捕虜になった。この時は自力で脱出した。
クルチャクス・ブイルク・カンが没すると、中央にいたトオリルの弟のタイ・テムル・タイシとブカ・テムルがケレイトの国政を指導したが、辺境地域に配されていたトオリルは戻ってくるなり、弟のエルケ・カラと協力してタイ・テムル・タイシとブカ・テムルを抹殺し、ケレイト・カンの位に即いた。トオリルの即位後、叔父のグル・カンはナイマンへ逃亡したが、程なくしてナイマンの援助で挙兵してトオリルの軍を破り、自らケレイトの政権を握った。トオリルはわずか100人ほどの供回りをつれてモンゴルのキヤト氏族のもとへ逃亡し、その有力者イェスゲイ・バアトルに匿われ、彼と同盟して義兄弟（アンダ）となり、叔父のグル・カンを西夏に追放して再びケレイトのカンとなった。
それからしばらくオン・カンはケレイトを統治していたが、弟のエルケ・カラと仲違いし、彼を殺そうとしたが、ナイマンに逃亡されてしまう。エルケ・カラはナイマンの族長イナンチャ・ビルゲ・ブク・カンの支援を受けてオン・カンの軍を破り、ケレイト・カンの位に即く。オン・カンは3つの国都をさまよいつつ、西遼国、ウイグト国、タングート国と転々としたが、最終的にイェスゲイの子のテムジン（後のチンギス・カン）のもとへ逃れ、その庇護を受けた。
翌年春、オン・カンはグセウル湖付近に到着し、テムジンに取り次ぎを頼んだところ、テムジンはケルレン川上流を出発してすぐに会ってくれた。そこでテムジンは属下から家畜税を徴収し、オン・カンに渡した。その秋、テムジンはトラ河畔で宴会を開き、オン・カンが父のイェスゲイと旧好あったことから、両者は義父子の関係を結んだ。この関係でテムジンのオルドがメルキトに襲われたとき、テムジンの妻のボルテがメルキトに抑留されたがオン・カンがメルキトに圧力をかけて解放させたこともある。
1194年、モンゴル高原東部のタタル部族の首長メウジン・セウルトが中国の金朝に背いたとき、皇帝の完顔麻達葛（章宗）はオンギン・チンサン（王京丞相）こと右丞相完顔襄の率いる金軍を派遣し、ウルジャ河の戦いにおいてタタル部を破った。この時、この戦に協力して功のあったトオリル・カンは完顔襄から王（オン）の称号を与えられ、以後オン・カンと呼ばれる（この時の戦勝を記念して書かれたと思われる、女真文字と漢字による墨書の碑文がモンゴル国ヘンティー県の南部、セルベン＝ハールガ山に現存する）。
1196年秋、オン・カンとテムジンはジュルキン氏族に向かって進軍し、その二人の首領サチャ・ベキ、タイチュウを捕虜とした。1197年、オン・カンとテムジンはメルキト族へ遠征し、モナチャという地方で勝利した。この時、オン・カンはテムジンから戦利品をもらい、エルケ・カラによって失っていた勢力を回復することができた。これにより1198年、メルキト族をブウラ・ケエルの地で破り、メルキト族長のトクトア・ベキの子のトグズ・ベキを殺し、その子のチラウン、弟のクドを捕え、その家族と家畜を奪ったが、これらの戦利品をテムジンに分配することはなかった。メルキト族長のトクトア・ベキはバイカル湖の東側バルグジン・トグムの地へ逃亡した。
1199年、オン・カンはテムジンとともにアルタイ山脈方面に遊牧するナイマン族のブイルク・カンを攻め、多くの捕虜を手に入れた。ブイルク・カンは北のケムケムジュートの地へ逃れたが、冬になってサブラク（コクセウ）率いる一隊が反撃し、オン・カンとテムジンに襲いかかった。夜だったのでオン・カンとテムジンは離れ離れになってそのまま野営した。その時、モンゴル・ジャディラト氏族のジャムカはテムジンを嫉んでおり、オン・カンの心の中にあるテムジンに対する疑惑の念をかき立て、テムジンを置き去りにして逃げることを進言した。オン・カンはジャムカの言うとおりにひそかに陣を引き払った。これによりテムジンは退却を余儀なくされ、サアリ・ケエルの住地へ帰っていった。同年、ナイマンのサブラクの軍は再びオン・カンを追撃し、イデル・アルタイの地で二人の弟のイナンチュ・ビルゲ（ビルカ）とジャカ・ガンボを襲ってその家族と家畜を奪い、ケレイトの領土に侵入してダルドゥとアマシャラの地区で略奪をおこなった。オン・カンは息子のイルカ・セングンを出撃させたが勝てず、再びテムジンを頼った。テムジンは先の恨みを忘れてオン・カンを助け、ナイマンのサブラクを破ることができた。テムジンは奪われていたものを取り戻し、そのすべてをオン・カンに返還した。
1200年から1201年にはテムジンの要請に応じてモンゴル部の有力氏族であるタイチウトとタタル部の連合軍を高原東部のホロンボイルに破り、テムジンを従えたオン・カンの勢力はモンゴル高原の中部から東部に大きく広がった。1202年にはナイマンがメルキトやオイラトなど高原北西部の諸部族と同盟してオン・カンとテムジンに迫ったがこれを破った。ナイマンに勝利した後、テムジンの息子のジョチとオン・カンの娘のチャウル・ベキ、オン・カンの長男のイルカ・セングンの息子のトス・ブカ（トサカ）とテムジンの娘のコジン・ベキの婚姻が計画される。しかし、2つの婚姻は破談に終わり、オン・カンとテムジンの関係は悪化する。
1203年にイルカ・セングンとテムジンが仲違いしたことをきっかけに、ケレイトのもとに逃げ込んだジャムカの薦めに乗って突如テムジンの本営を襲った。この戦いは一時はテムジンを高原の北方まで追いやることに成功するが、やがて勢力を取り戻したテムジンによって逆襲され、ケレイトの本営がテムジンによって破られた。
オン・カンはハンガイ山脈を越えて同盟するナイマンのタヤン・カンを頼ろうとしたが、国境でナイマンの守備隊によって殺害された。オン・カンの首を届けられたタヤン・カンは彼の死に憤怒し、その頭蓋骨を銀の器に収めた。息子のイルカ・セングンはブリ・トベット地方へ亡命できたが、しばらくして彼の略奪行為がこの地方の住民の憎悪をかきたてたので、カシュガルとホータンの諸州に隣接するクーシャーン地方へ逃れたが、クサト・チャル・カシュメという地で捕えられて、クチャのあたりで現地を支配するカラハン朝の王族であるカラジ族のスルターン・キリジ・カラによって捕らえられ、息子のトス・ブカ（オン・カンの孫）とともに父子そろって処刑された。
ついに、モンゴル帝国以前の高原最大の勢力であったケレイトはモンゴルに征服された。
15世紀以降、オイラト部族連合の一翼として活躍したトルグート部の首長はオン・カンの末裔を称している。

## オン・カンの兄弟
『元朝秘史』によると、クルチャクス・ブイルク・カンには40人の子がいたとされるが、「四十（ドチン）」とはモンゴル語で「とても多数の」という表現句にすぎないともされる。しかしながら、ポール・ペリオがラシードゥッディーン『集史』の記述から考証したところだけでも8人の子が確認できる。
- オン・カン Ong Qan（トオリル To'oril、トグリル Toγrïl）
- ユラ Yūlā（トラ Tūlā）
- マルクズ Marqūz
- タイ・テムル・タイシ Tāī Tēmṻr Tāīšī
- ブカ・テムル Būqā Tēmṻr
- エルケ・カラ Ärkä Qarā
- ジャカ・ガンボ J̌aqā-gambō（ケレイテイ Kereyidei）
- イェディ・クルトカ Yēdī Qūrtuqā
- イナンチュ・ビルゲ（ビルカ）[16]

## オン・カンの子
- イルカ・セングン - 長男。
- チャウル・ベキ - ジョチと縁談があったが、破談になった。
- イク - フレグの第一正妃ドクズ・ハトゥンの父。
- フジャウル・ウジン - トクトア・ベキの側室でチラウンの母。